# Charles-Léon-Clément Huntziger
Charles-Léon-Clément Huntziger, francoski general in politik, * 25. junij 1880, Lesneven (Finistère), † 12. november 1941, Le Vigan (Gard).

## Življenjepis
Huntziger se je potem, ko je leta 1900 diplomiral na vojaški šoli Saint-Cyr, pridružil kolonialni pehoti. V času prve svetovne vojne je kot vodja zavezniških operacij služil na Bližnjem vzhodu. Leta 1918 je pod generalom d'Espèreyem sodeloval pri ofenzivi proti nemško-bolgarskim silam, ki je privedla do zavezniške zmage in podpisa premirja v Mudrosu (otok Lemnos) oktobra 1918.
Leta 1933 je bil imenovan za poveljnika enot Levanta, kjer je bil udeležen v pogajanjih okoli vrnitve Aleksandretskega sandžaka, tedaj dela Francoskega mandata v Siriji, Turčiji.
V začetku druge svetovne vojne je Huntziger poveljeval sprva Drugi francoski armadi, nato Četrti armadni skupini v Ardenih. 16. junija 1940 je bil po tem, ko so stekla pogajanja o premirju, imenovan za vodjo na francoski strani. Na srečanju francoskega ministrskega sveta 21. junija v Bordeauxu so bili sprejeti pogoji premirja, ki ga je štiri dni kasneje podpisal Huntziger v imenu Francije. 
Po premirju je  postal vojni minister v Petainovi vladi, nato poveljnik kopenske vojske Vichyjske Francije (september 1941). Bil je eden od podpisnikov antisemitskega židovskega statuta uvedenega 3. oktobra 1940, s katerim je bilo med drugim posledično izklučenih iz vojske devet židovskih generalov. Umrl je 12. novembra 1941, potem ko se je njegovo letalo ob vračanju iz severne Afrike med slabo vidljivostjo in zastarelo radijsko opremo zrušilo v bližini Vigana ob poskusu pristanka na Vichyjskem letališču.